# Gorreana
Gorreana — португальская компания, базирующаяся на острове Сан-Мигел, входящем в состав Азорских островов. Основанная в 1883 году, она является старейшей чайной плантацией в Европе. Компания занимается производством чёрного и зелёного чая. Плантации этих видов чая появились на острове в XIX веке благодаря семенам, привезённым с Востока, и техническим знаниям, полученным от китайца по имени Лау-а-Пан и его переводчика Лау-а-Тенга. К началу XX века на острове функционировали 10 отдельных фабрик и почти 50 чайных плантаций, что свидетельствовало о его процветании.

## История чая
Некоторые ученые предполагают, что Camellia sinensis — растение, из которого делают зелёный и чёрный чай — было завезено на Азорские острова, особенно на остров Сан-Мигел, в 1750 году. Его привезли сюда на судах, которые возвращались из восточных стран. До сих пор известно, что чай выращивали на острове Терсейра, откуда в 1801 году был отправлен первый выезд с чаем в Лиссабон.
Согласно историческим документам, семена чая были доставлены на остров Сан-Мигел около 1820 года. Их привез Микаэленсе Хасинто Лейте, командир королевской гвардии Иоанна VI Португальского, который вернулся из Бразилии. Климат на острове оказался идеальным для выращивания чая: мягкий, с равномерным распределением осадков в течение года, без морозов и с умеренным солнечным излучением.
В последней четверти XIX века, когда мир столкнулся с дефицитом апельсинов, общество, занимающееся развитием сельского хозяйства в Сан-Мигеле, начало поддерживать выращивание чая в качестве альтернативы. С этой целью в 1878 году они пригласили двух китайских специалистов из Макао. Эти специалисты привезли с собой новые семена растений, такие как "Jasmin grandiflorum" и "Malva vacciones". Кроме того, они обучили местных жителей методам приготовления листьев и производства чая.
В окрестностях, где почвы преимущественно суглинистые и кислые, был создан ароматный и вкусный травяной чай. Сегодня чай, выращенный на площади 75 гектаров, высоко ценится как экологически чистый продукт, не содержащий пестицидов, гербицидов и фунгицидов. На чайном заводе в Gorreana производят черный чай, зеленый чай и полуферментированный чай, количество которого варьируется из года в год в зависимости от погодных условий. За всю историю завода максимальный объем производства составил 42 тонны.
Gorreana — старейшая чайная фабрика в Европе, основанная в 1883 году.
В категории зеленых чаев компания предлагает:
- Зеленый чай, который готовится по традиционному рецепту;
- Также зеленый чай, но особого сорта — аромат более насыщенный.